# Arquitectura neocolonial británica
En Estados Unidos y Canadá, la arquitectura neocolonial británica (en inglés: Colonial revival) fue una corriente que recuperó elementos de la arquitectura georgiana como parte de un amplio Movimiento Neocolonial en las artes en general. En los años 1890, los estadounidenses comenzaron a valorizar su propio patrimonio arquitectónico. El movimiento surgió especialmente después de la Exposición del Centenario en 1876, que retrotrajo a los estadounidenses a sus años coloniales, y fue impulsado por la popularización del automóvil, que permitió a más personas recorrer sitios históricos y conectar con sus raíces nacionales.

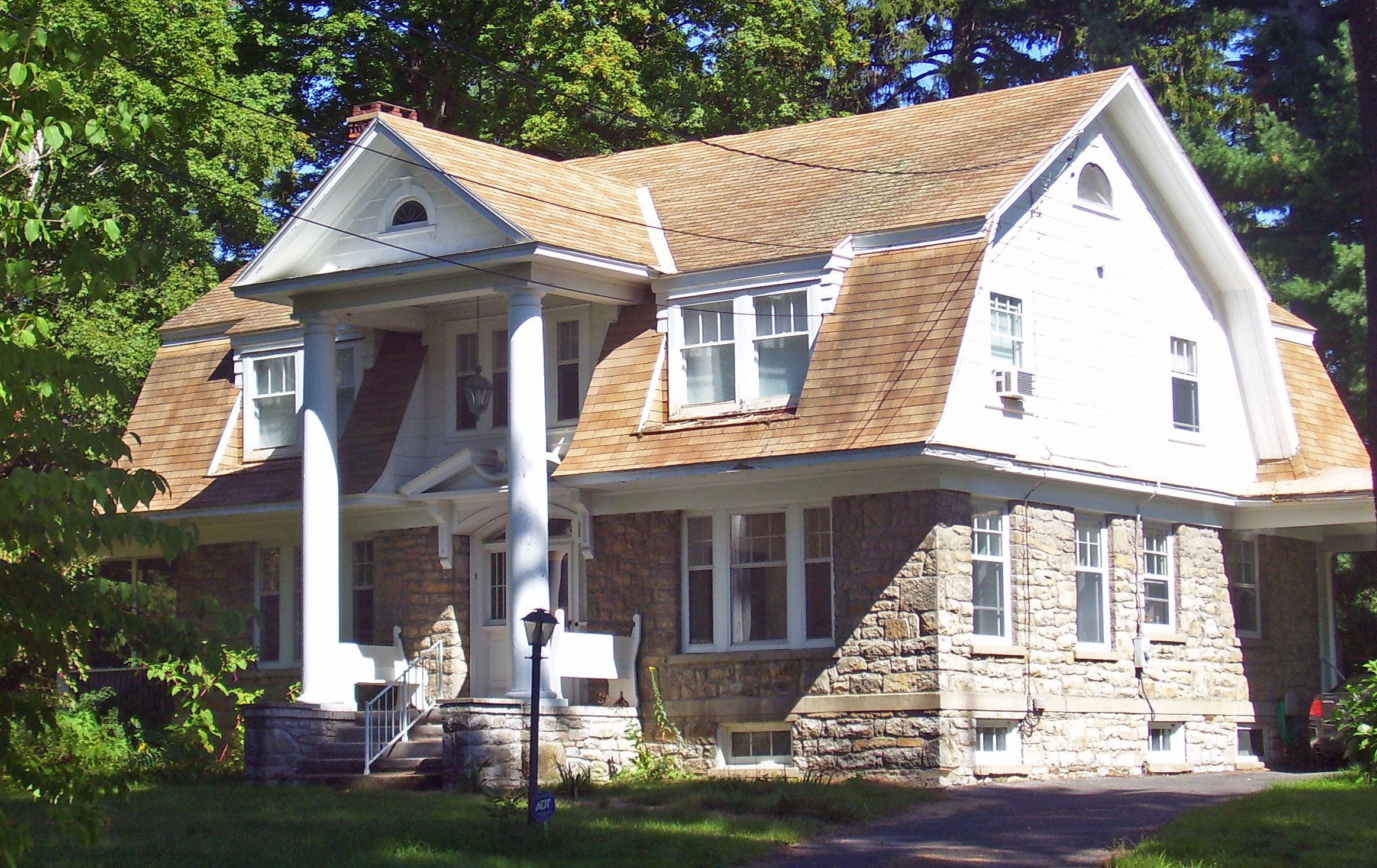
La George Felpel House, en Claverack, Nueva York, combina techos estilo granero con volúmenes salientes, y una entrada monumental con escalinata

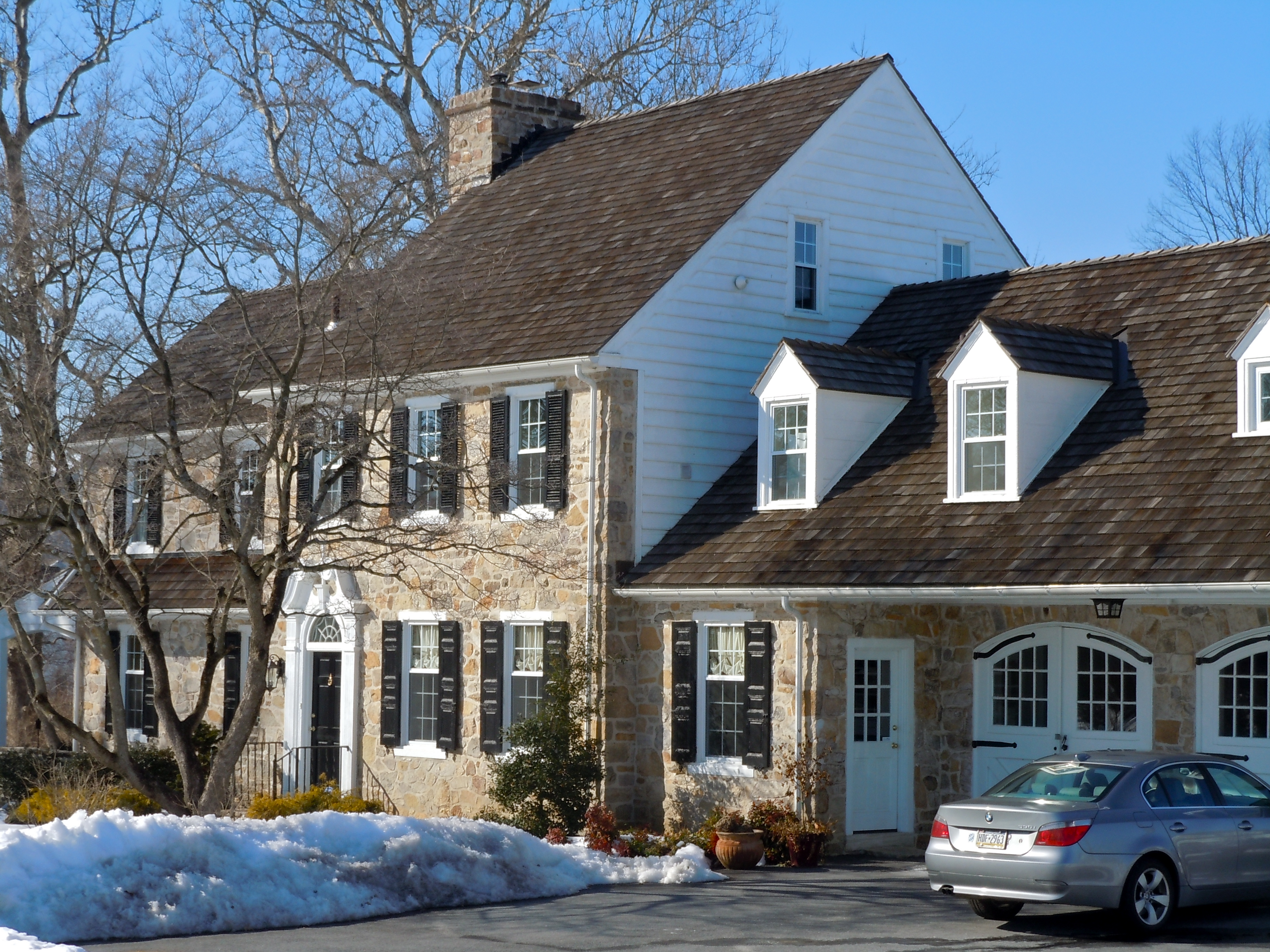
Woodledge Chesco

Olas sucesivas de estilos neocoloniales británicos se sucedieron en Estados Unidos a partir de 1876. En el siglo XIX el neocolonial tomó un estilo más ecléctico, con abundancia de columnas.
Los lugares a donde se aprecian mayores barrios en los que abundan residencias de estilo neocolonial Windsor Farms al oeste de Richmond, Virginia; el Country Club District de Edina, Minnesota, un suburbio de Mineápolis, Minnesota; y el Country Club District en Kansas City, Misuri, un barrio residencial al sur, construido sobre las tierras del antiguo Kansas City Country Club (actual Loose Park), que la compañía J. C. Nichols comenzó a desarrollar en 1906 hasta transformarlo en la comunidad planificada más grande en los Estados Unidos. Todos ellos surgieron en la década de 1920.

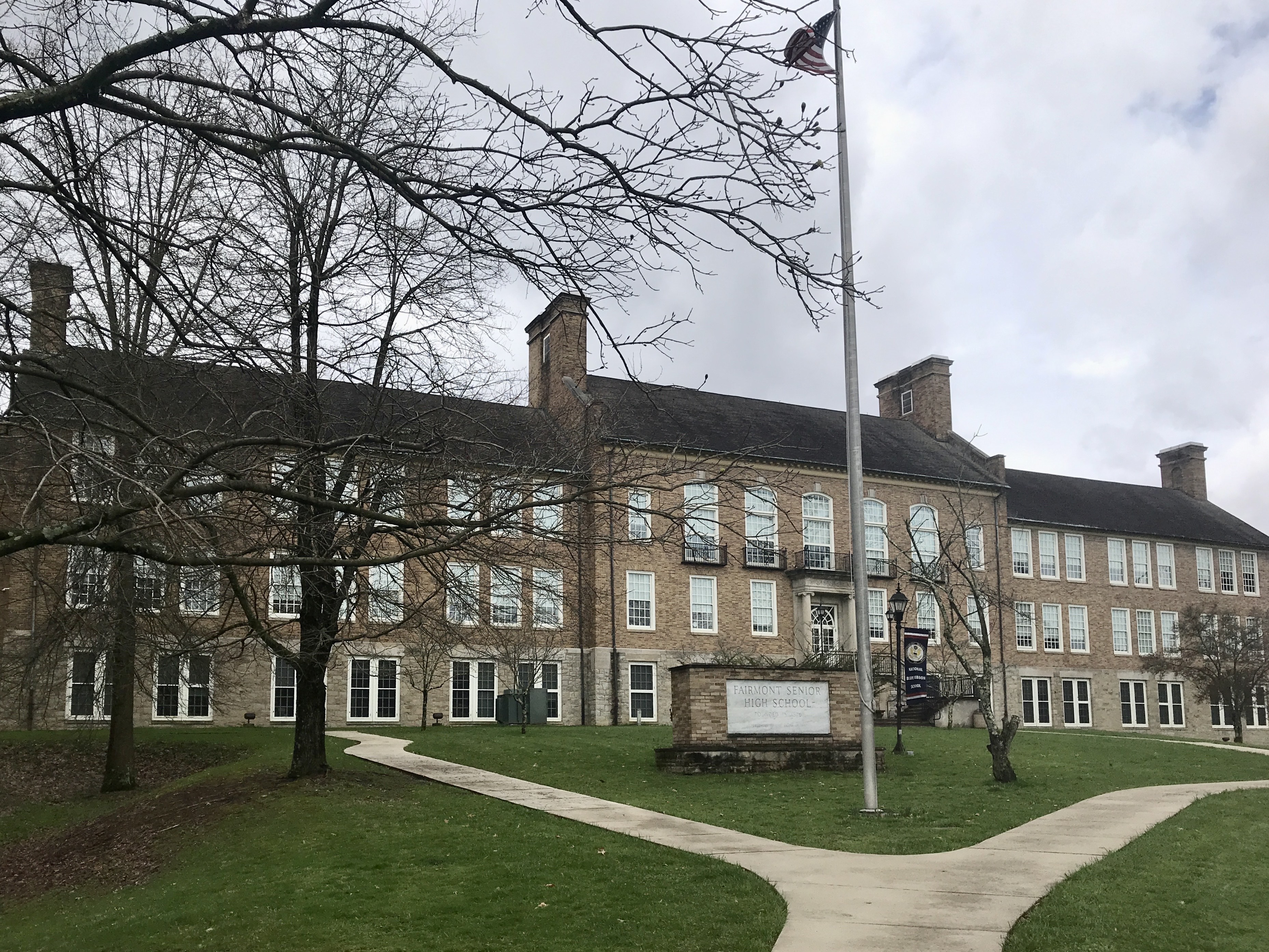
La Fairmont Senior High School, Virginia Occidental una escuela secundaria en Virginia Occidental, Estados Unidos

A comienzos del siglo XX, los libros y las fotos ambientadas de Wallace Nutting mostrando escenas de la Nueva Inglaterra se volvieron populares, como reflejo del creciente interés en el estilo neocolonial. Con el éxito de atracciones históricas basadas en investigaciones como el Colonial Williamsburg en los años '30, la arquitectura neocolonial posterior tomó un tono más escolar y menos ostentoso, y las columnas dejaron de ser del gusto general. Para el Bicentenario de Estados Unidos en 1976, la arquitectura colonial se fusionó con la entonces popular arquitectura Colonial architecture ranch-style, y creó una nueva etapa neocolonial, que incluyó adornos de águilas, cañones o tambores e incluso tejados de madera. En los comienzos del siglo XXI, el estilo evolucionó nuevamente, tomando un tono más Anglo-caribeño o Imperio Británico.